# Versuchsgelände Vidsel

Lage der Lufträume

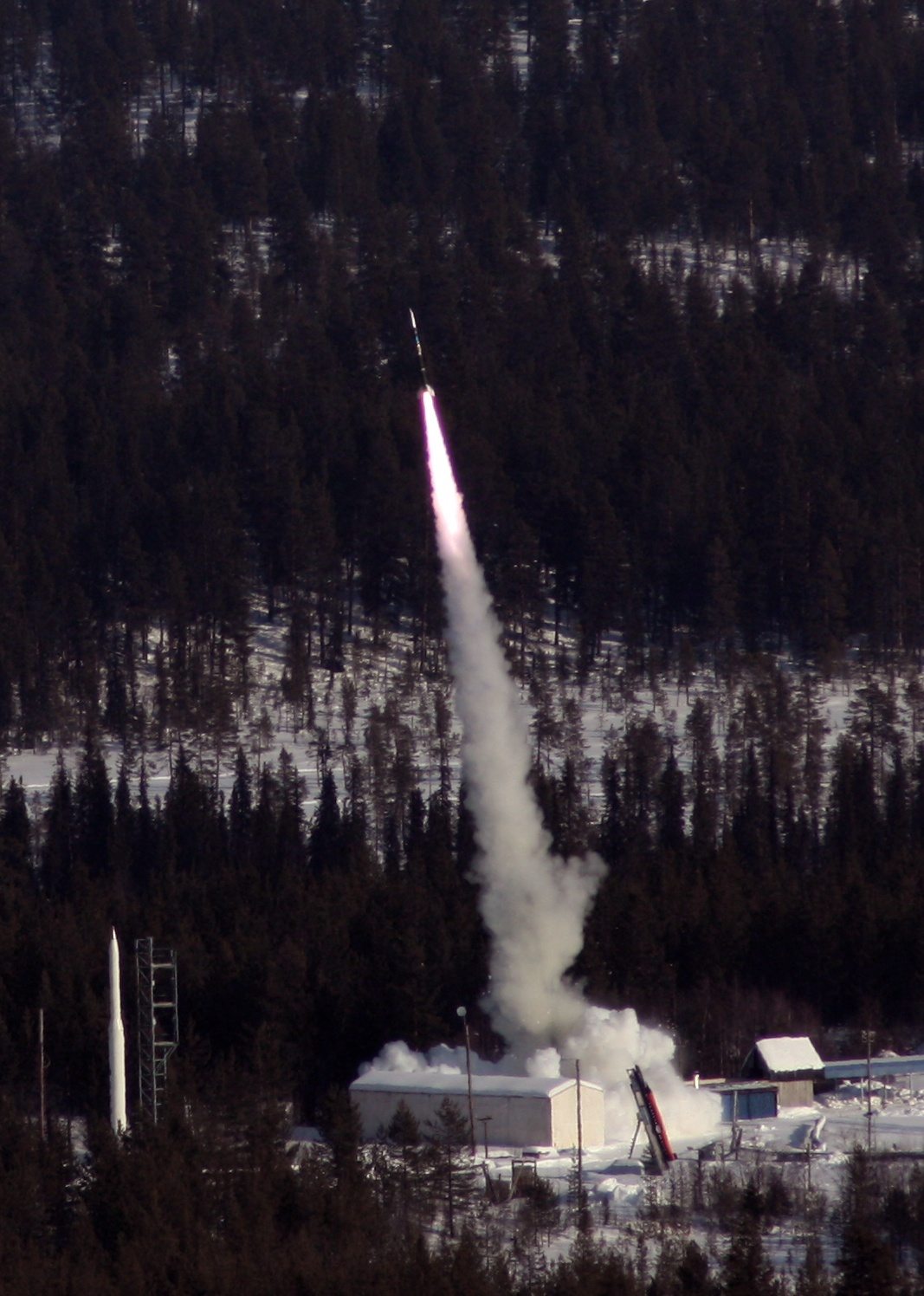
Raketenstart in Esrange

Das Versuchsgelände Vidsel (auch Vidsel Test Range, früher North European Aerospace Test Range (NEAT genannt)) ist ein Versuchsgelände in Nordschweden für Luft- und Raumfahrt. Das Gebiet umfasst unter anderem das Raketenversuchsgelände Vidsel und das European Space and Sounding Rocket Range (Esrange). Bei Bedarf kann der dazwischen liegende Luftraum gesperrt werden, wodurch ein sehr großes zusammenhängendes Testgebiet mit einer maximalen Ausdehnung von über 350 km entsteht. Insgesamt umfasst das Testgebiet dann ca. 3.300 km² gesperrte Bodenfläche und ca. 24.000 km³ gesperrten Luftraum.
Alle militärischen Flugzeuge des schwedischen Militärs (Saab Draken, Saab 37 Viggen, Saab 39 Gripen) wurden auf dieser Basis getestet. Doch auch ausländische Flugzeughersteller nutzen die Einrichtungen, zum Beispiel fanden die Kältetests für den Militärtransporter Transall C-160 und für das Kampfflugzeug Eurofighter in Vidsel statt. Außerdem wurden auf dem Testgelände Flugversuche mit dem Raumgleiter Phoenix durchgeführt. 2017 testete die deutsche Artillerie auf dem Versuchsgelände erstmals Hochpräzisionsmunition des Typs M31 GMLRS (Guided Multiple Launch Rocket System) Unitary über große Entfernungen. Bundeswehrsoldaten feuerten mit dem Raketenwerfer MARS II insgesamt 12 dieser Lenkraketen ab.